# 根谷美智子・愛のフューチャーランド
根谷美智子・愛のフューチャーランド（ねやみちこ あいのフューチャーランド）は、かつてKBS京都で放送されていたラジオ番組（アニラジ）。

## 概要
- 1995年4月から9月にかけて放送されたテレビアニメ『獣戦士ガルキーバ』に関する情報番組。その放送期間中の毎週金曜24:30〜25:00にてユーメックス1社提供で放送されていた。
- ゲストは『ガルキーバ』に声をあてていた声優やスタッフが主であった。
- なお、『ガルキーバ』は関西圏ではテレビ東京系列局・テレビ大阪で放映されていたが、KBS京都ラジオの放送エリア内では受信出来ない地域も少なくなかった（逆に、関東地方では文化放送の影響でKBS京都ラジオが受信できない地域も少なくなかった）。
- 根谷美智子にとっては、唯一メインパーソナリティーを務めたラジオ番組でもある（共演者付きの番組は他にレギュラー出演経験あり）。

### パーソナリティー
- 根谷美智子（声優。舞原このは役）
- 根来氏（ユーメックス担当者）

### ゲスト
- 岩永哲哉（声優。神城桃矢役）